# Felsőszecse
Felsőszecse (1899-ig Kis-Szecse, szlovákul Horná Seč) község Szlovákiában, a Nyitrai kerület Lévai járásában.

## Fekvése
Lévától 5 km-re nyugatra, a Garam bal partján fekszik.

## Élővilága

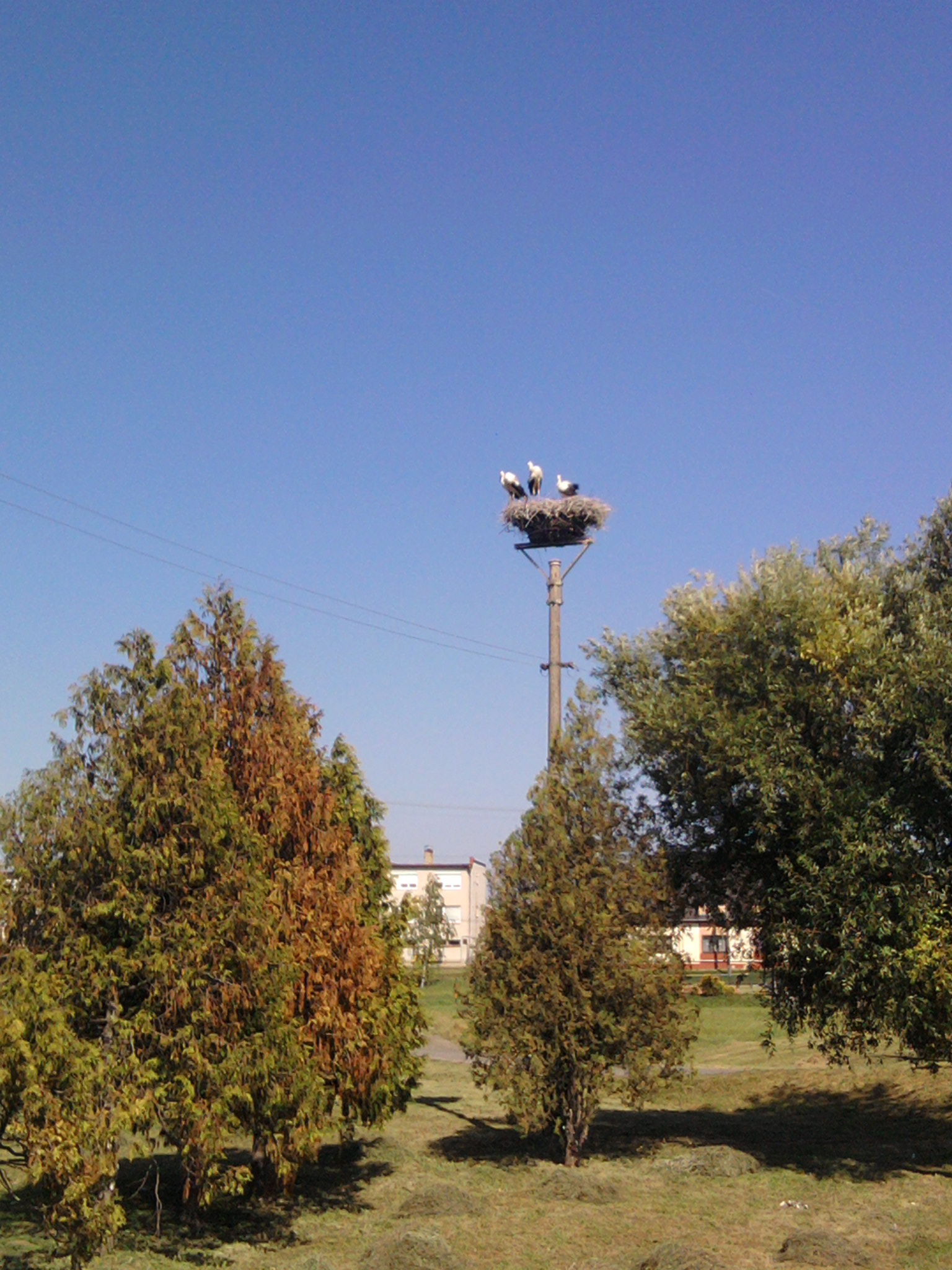
Gólyafészek 2011-ben.
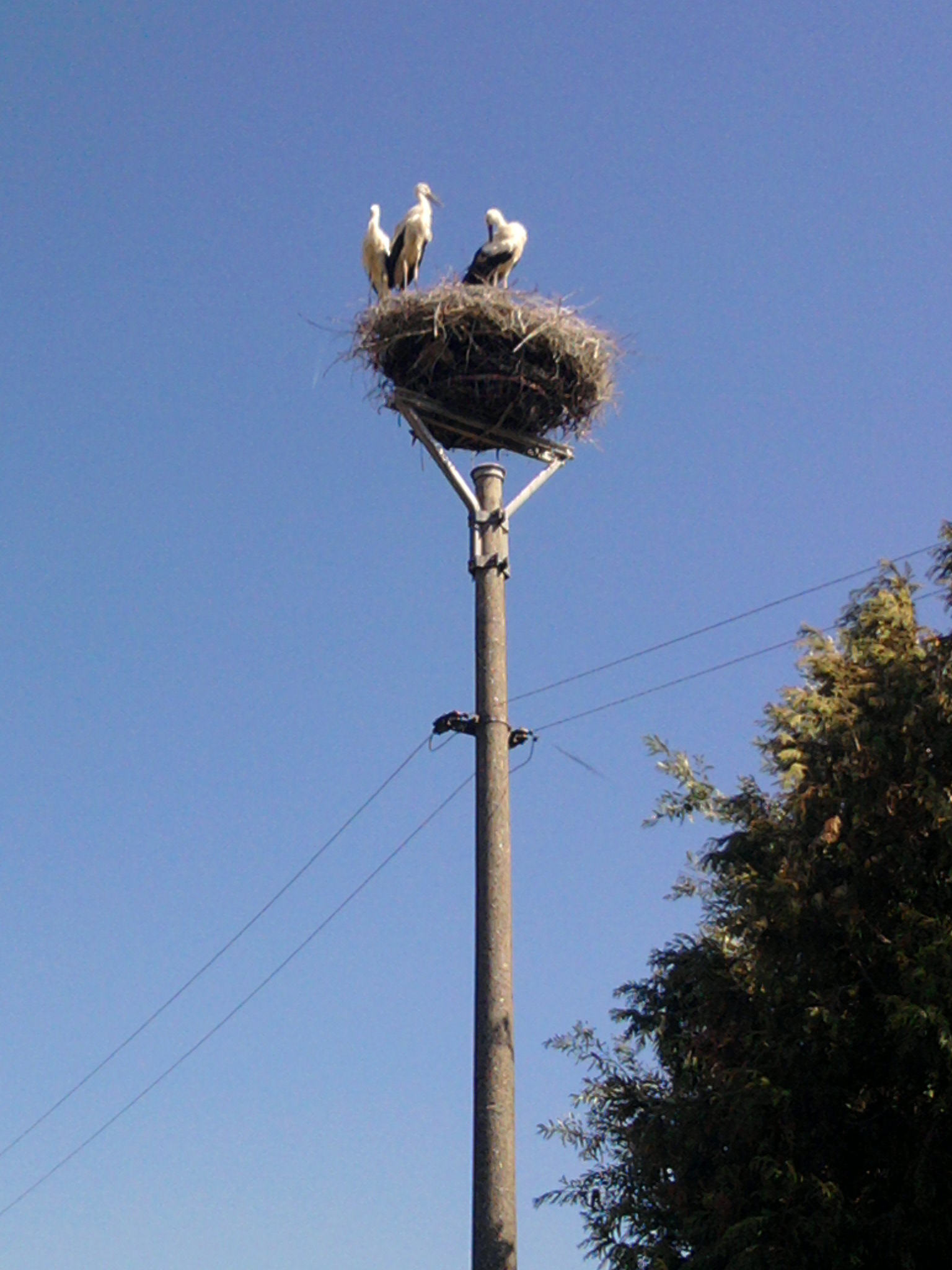
2011

A faluban ugyan két fészket evidálnak, de csak az egyikről állnak rendelkezésre hosszabb ideje adatok. 2011-ben három, 2012-2016 között minden évben két fiókát számoltak össze. 2017-ben is fészkelnek itt a gólyák.

## Története
Területén a lengyeli kultúra, a korai bronzkorban a velaticei kultúra és a hallstatt korban a Cseke kultúra településének nyomait is megtalálták.[forrás?]
A Miskolc nembeli Szecsei család 1310-ből fennmaradt forrásban jelenik meg először. A mai település Szecse határában keletkezett, 1355-ben „Zedche et altera Zedche" néven említik először a Szecsei család birtokaként. 1534-ben a lévai uradalom része volt. A 16. századtól a töröknek adózott. 1601-ben 18 ház állt a településen. 1664-ben a török adóösszeírásban 29 portával szerepel, továbbá mezője, erdeje, legelője és méhese volt. A török kiűzése után, a 19. századig a lévai váruradalomhoz tartozott. 1720-ban 18 adózója lakta. 1828-ban 15 házában 95 lakos élt. Lakói főként mezőgazdasággal foglalkoztak.
Lecki határrészén egykor önálló falu volt, mely a török korban pusztult el.
A 18. század végén Vályi András így ír róla: „Kis Szecse, Nagy Szecse. Két Magyar falu Bars Várm. földes Urai H. Eszterházy, és B. Hunyady Uraságok, lakosaik katolikusok, ez fekszik Nagy Kalnának, amaz pedig Alsó Váradnak szomszédságában, és azoknak filiájik; határbéli földgyeik jól termők."
A 19. század közepén Fényes Elek eképpen írja le: „Szecse (Kis), magyar falu, Bars vmegyében, Levához 1 mfd., 49 kathol., 6 evang., 376 ref. lak. F. u. h. Eszterházy."
Borovszky monográfiasorozatának Bars vármegyét tárgyaló része szerint: „Kisszecse, garamvölgyi magyar kisközség 648 ev. ref. vallású lakossal. Sorsa kezdettől fogva ugyanaz volt, a mi Nagyszecséé. A Leczki dűlő elnevezés még a törökvilágban elpusztult község emlékét őrzi, mely szintén a lévai uradalomhoz tartozott, és melyről még 1638-ban is van emlékezet. Református temploma 1881-ben épült. Postája Nagykálna, távirója és vasúti állomása Léva."
A trianoni diktátumig Bars vármegye Lévai járásához tartozott. 1938 és 1944 decembere között újra Magyarország része. A háború után magyar lakóit nagyrészt áttelepítették Magyarországra, a helyükre ottani szlovákok érkeztek.

## Népessége
| Év:            | 1994. | 2004.   | 2014.   | 2024.   |
| -------------- | ----- | ------- | ------- | ------- |
| Emberek száma: | 477   | 494     | 537     | 585     |
| Eltérés:       |       | +3,56 % | +8,70 % | +8,93 % |

| Év:            | 2023. | 2024.   |
| -------------- | ----- | ------- |
| Emberek száma: | 583   | 585     |
| Eltérés:       |       | +0,34 % |

1880-ban 632 lakosából 12 szlovák és 617 magyar anyanyelvű volt.
1890-ben 650 lakosából 22 szlovák és 628 magyar anyanyelvű volt.
1900-ban 610 lakosából 29 szlovák és 581 magyar anyanyelvű volt.
1910-ben 654 lakosából 34 szlovák és 587 magyar anyanyelvű volt.
1919-ben 608 lakosából 573 magyar, 34 csehszlovák és 1 német.
1921-ben 660 lakosából 44 csehszlovák és 594 magyar volt.
1930-ban 634 lakosából 82 csehszlovák és 536 magyar volt.
1941-ben 509 lakosából 9 szlovák és 500 magyar volt.
1991-ben 484 lakosából 349 szlovák és 127 magyar volt.
2001-ben 480 lakosából 359 szlovák és 111 magyar volt.
2011-ben 522 lakosából 423 szlovák, 91 magyar, 4 cseh, 1 lengyel és 3 ismeretlen nemzetiségű volt.
2021-ben 570 lakosából 484 (+3) szlovák, 73 (+7) magyar, 1-1 cigány és ruszin, 4 (+1) egyéb és 7 ismeretlen nemzetiségű volt.

## Nevezetességei

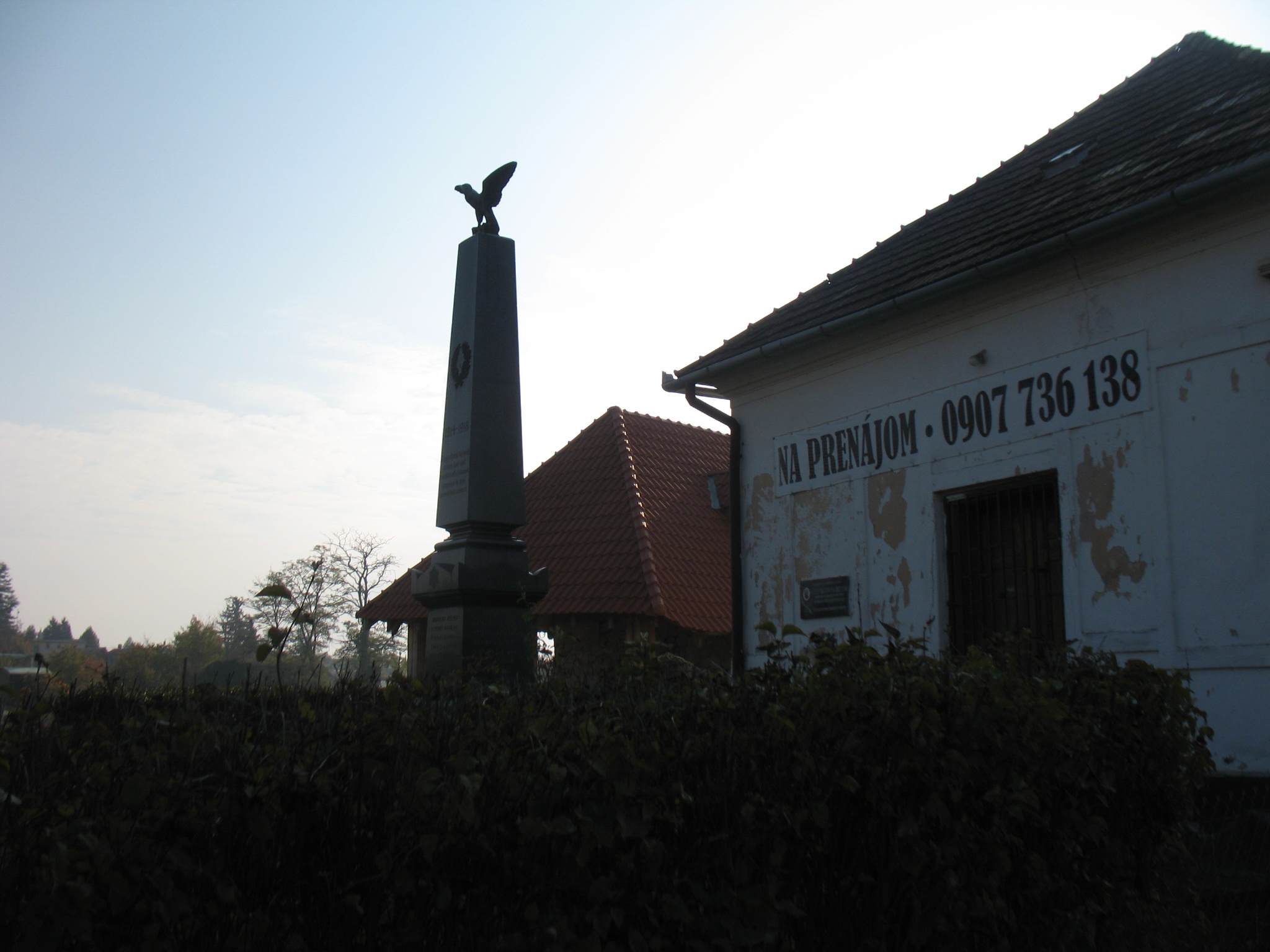
Emlékmű

- Református kőtemploma 1789-ben későbarokk stílusban épült, torony nélkül. Előtte fatemplom állt itt már a 17. században.[12] Tornyát csak 1891-ben építették hozzá. Tetőszerkezetét 2008-2009-ben teljesen felújították, megőrizve az eredeti formáját.
- Barsi Imre (Bojsza) emléktáblája.

## Galéria
- A sérült templom képe a második világháború után
- Gólyafészek a főúton
- Templom

## Külső hivatkozások
- Községinfó
- Felsőszecse Szlovákia térképén
- Felsőszecse a barsi régió honlapján
- E-obce.sk